# Heil (Dakota du Nord)
Pour les articles homonymes, voir Heil.
Heil est une census-designated place située dans le comté de Grant, dans l’État du Dakota du Nord, aux États-Unis. Sa population s’élevait à 15 habitants lors du recensement de 2010.

## Histoire
Le premier nom de la localité était Lawther, d’après son fondateur, William Lawther. Quand William Heil a acheté la communauté à Lawther, il l’a renommée Heil.

## Démographie
| Groupe            | Heil | Dakota du Nord | États-Unis |
| ----------------- | ---- | -------------- | ---------- |
| Blancs            | 100  | 90,0           | 72,4       |
| Autres            | 0    | 10             | 27,6       |
| Total             | 100  | 100            | 100        |
|                   |      |                |            |
| Latino-Américains | 0    | 2,0            | 16,7       |

Selon l'American Community Survey, pour la période 2011-2015, 100 % de la population âgée de plus de 5 ans déclare parler l'anglais à la maison.
| 2000 | 2010 | - | - | - | - |
| ---- | ---- | - | - | - | - |
| 14   | 15   | - | - | - | - |

## Source
- (en) Cet article est partiellement ou en totalité issu de l’article de Wikipédia en anglais intitulé « Heil, North Dakota » (voir la liste des auteurs).